# 명말 민변

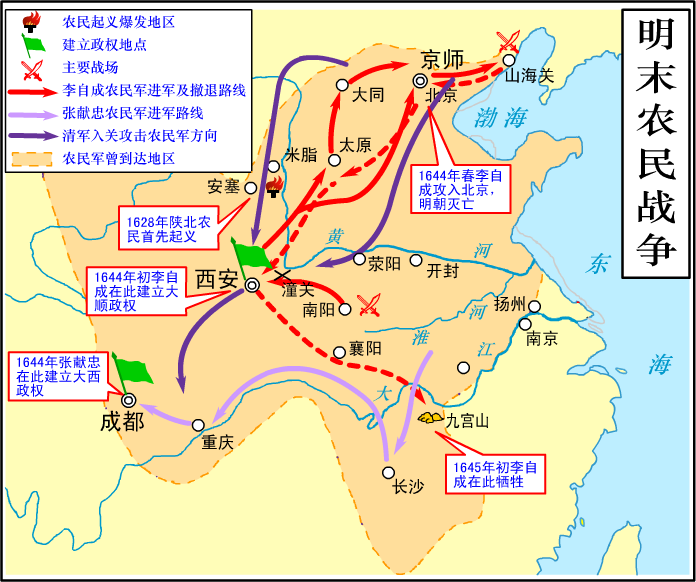

민변(民變)은 명나라 말기에 도시민을 중심으로 일어난 민중운동이다.
만력 3대정 등으로 국고가 탕진되자 황제는 각지에 환관을 파견하여 새로운 광산을 개발하고, 상세(商稅)를 더 많이 징수하려 했다. 그래서 유명한 '광(礦)·세(稅)의 해(害)'가 야기되었다. 지방에 파견된 환관은 광사(礦使)나 세사(稅使)로 불렸는데, 이들은 육로(陸路)나 수로(水路)의 요충에 관소(關所)를 설치하고 황제의 위광(威光)을 내세워 제멋대로 상세를 징수했으며, 땅속에 은광(銀鑛)이 있다고 해서 주민들의 가옥을 파괴했다. 그런데 이러한 환관의 무법(無法)을 고발하거나 비판한 관료는 오히려 황제에 의하여 처벌을 받았으며, 심한 경우에는 처형을 당하였다.
이에 민중은 환관에게 저항하여 반세(反稅) 투쟁을 벌였다. 이것이 도시의 민중폭동, 이른바 민변(民變)이다. 그중에서도 쑤저우(蘇州)의 견직물 직공들이 중심이 되어 일으킨 반세(反稅)·반환관(反宦官) 폭동인 ‘직용(織傭)의 변(變)’은 유명하다. 당시에 중국 최대의 견직물업 도시였던 쑤저우에 세사(稅使)로 파견된 것은 환관 손륭(孫隆)이었다. 그는 무뢰한들을 부하로 써서 지나가는 상인에게서까지 상세(商稅)를 징수하고, 나아가서는 직물업자의 직기(織機)나 직물에도 과세했다. 그 때문에 직조공장이나 직물 도매상들이 잇달아 문을 닫고, 거기서 일하던 수천 명의 직공이 실직했다.
이런 상황에서 2천여 명의 직공이 폭동을 일으켜 세사의 부하들의 집에 불을 지르거나 살해했으며, 장본인인 손륭을 쑤저우에서 추방했다.
이러한 민변(民變)은 악랄한 징세사(徵稅使)의 수탈에 반대해서 발생한 왕조 말기에 흔히 있는 폭동이지만, 그와 동시에 새로 발전하고 있는 수공업의 담당자로서 자기네의 힘을 자각하기 시작한 직공들에 의한 폭동, 다시 말하면 선구적인 노동자에 의한 운동이라고도 할 수 있다.
이 시기에 같은 반환관(反宦官)·반세(反稅)의 폭동이 베이징(北京)을 비롯한 린칭(臨淸), 우창(武昌), 경덕진(景德鎭) 등 각지의 도시에서도 발생했으며, 또한 이와 함께 농촌에서는 강남지역을 중심으로 소작투쟁(小作鬪爭)이나 노예(奴隸)의 신분해방운동―노변(奴變)―도 각지에서 일어나고 있었다. 봉건적 체제에 반대하는 이러한 움직임은 명말(明末)에 이르러 더욱 고조되기 시작했다.